# Beretningen om de tre kongedømmer
Beretningen om de tre kongedømmer (forenklet kinesisk skrift: 三国演义; traditionel kinesisk skrift: 三國演義, Pinyin: sān guó yǎn yì), skrevet af Luo Guanzhong i det 14. århundrede, er en kinesisk historisk roman om den turbulente periode, der ofte er benævnt "de tre kongeriger" (220-280). Den er udråbt som en af de fire klassiske romaner i kinesisk litteratur.

## Karakterer
- Bian Xi